# Anita Doth

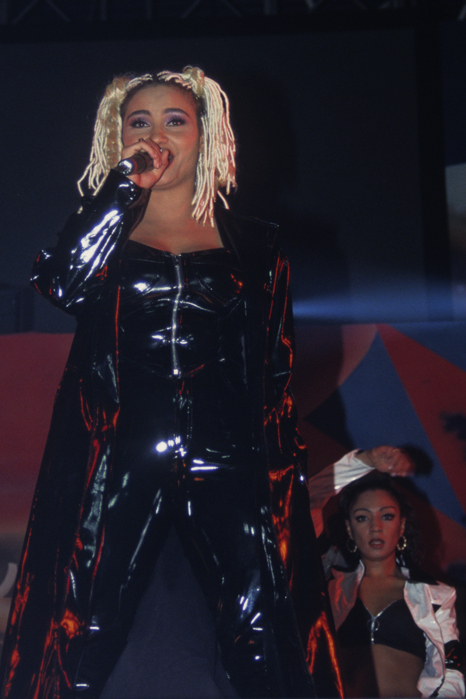
Anita Doth (1995)

Anita Doth (* 28. Dezember 1971 in Amsterdam; eigentlich Anita Daniëlle Dels) ist eine niederländische Sängerin. 

## Leben
Doth arbeitete vor ihrer Karriere in der Verwaltung der Polizei in Amsterdam. Ihre größten Erfolge hatte sie zwischen 1991 und 1996 als Sängerin des Eurodance-Duos 2 Unlimited an der Seite von Ray Slijngaard. Nachdem das Duo sich getrennt hatte, arbeitete sie in verschiedenen Bands und als Solosängerin. Sie gehört zum 2001 gestarteten Trio-Projekt Divas of Dance. Ab 2009 trat sie wieder zusammen mit Ray Slijngaard auf, zunächst unter dem Namen Ray & Anita, später wieder als 2 Unlimited. Im Jahr 2010 wurde sie erfolgreich gegen Brustkrebs behandelt. Ende 2016 verließ sie 2 Unlimited.
Mit ihrem Freund Willy de Leon Agramonte hat sie einen Sohn (* 2005).